# Majkop
Majkop (Russisch: Майкоп, Majkop; Adygees: Мыекъуапэ, Myéquape) is de hoofdstad van de Russische autonome republiek Adygea. De stad ligt ongeveer 1.600 km ten zuiden van Moskou, op de rechteroever van de Belaja-rivier in het stroomgebied van de Koeban.

## Geschiedenis
De stad werd in 1857 gesticht als een Russisch fort in het leefgebied van de Adygeeërs. Dit fort was van strategisch belang gedurende de Kaukasusoorlog van 1858 tot 1863. Majkop verkreeg stadsrechten in 1870.
De Majkopcultuur (bronstijd) werd vernoemd naar de stad na de ontdekking van een koninklijke begraafplaats vlak bij de stad in 1897.
In 1911 werd aardolie gevonden in de buurt van Majkop.
Van 1936 tot 1991 was Majkop het bestuurlijk centrum van de Adygese Autonome Oblast in de Sovjet-Unie. Tijdens de Tweede Wereldoorlog was de stad een belangrijk doel voor de Duitsers vanwege de olievelden. De Duitsers wisten de stad in oktober 1942 in te nemen, maar de terugtrekkende sovjets hadden de olievelden onbruikbaar gemaakt. In januari 1943 werd Majkop door het Transkaukasisch Front van het Rode Leger bevrijd.
Sinds 1991 is Majkop de hoofdstad van de autonome republiek Adygea in de Russische Federatie.

## Partnersteden
- Žilina (Slowakije)

## Onderwijs
Zowel de Staatsuniversiteit van Adygea als het Staatstechnologisch instituut van Majkop zijn gevestigd in de stad.

## Geboren
- Vladimir Nevzorov (1952), judoka
- Aleksandr Jevtoesjenko (1993), weg- en baanwielrenner
- Mamyr Stasj (1993), baan- en wegwielrenner

Bestuurlijk centrum: Majkop

Stad: Adygejsk

Districten: Giaginski · Kosjechablski · Krasnogvardejski · Majkopski · Sjovgenovski · Tachtamoekajski · Teoetsjezjski